# San Lorenzo (Datem del Marañón)
San Lorenzo, fundada como San Lorenzo de los Tibilos en 1670, es una ciudad peruana capital del distrito de Barranca y a la vez de la provincia de Datem del Marañón en el departamento de Loreto.
Desde el punto de vista jerárquico de la Iglesia católica forma parte del Vicariato Apostólico de Yurimaguas, también conocido como Vicariato Apostólico de San Gabriel de la Dolorosa del Marañón.

## Geografía
La sede de la Municipalidad Provincial Datem del Marañón está situada a orillas del río Marañón a 133 m s. n. m., tiene una población de aproximadamente 17 000 habitantes.

## Demografía
En este distrito de la Amazonia peruana habita la etnia quechua del Pastaza y del Tigre, autodenominada alama-inga. También los de las etnias awajún, wampis, chayahuita, achuar y candoshi.

## Medios de comunicación
En San Lorenzo y en la provincia de Datem del Marañón, diversos medios de comunicación cubren información, deportes, entretenimiento y cultura. Entre ellos destaca Universo San Lorenzo, (USL), un medio reconocido y muy interactuado por su labor en la difusión de noticias locales y regionales. A través de su plataforma en Facebook, USL informa a la comunidad sobre acontecimientos de interés, fortaleciendo la identidad y el acceso a la información en la zona.

## Vialidad
Tiene como principales vías al jirón Marañón, las calles Pastaza, Calle Huallaga, Tigre, Cayetano Ardanza, Putumayo, Amazonas, Morona, entre otras; que son las principales en el antiguo San Lorenzo. El aeródromo marca el límite con el Nuevo San Lorenzo, con sus principales calles como la Alfonso Valcárcel, Tacna, Requena, 28 de Julio, entre otras.

## Historia
Por Ley de 2 de agosto de 2005 se designó como capital de la provincia de Datem del Marañon al centro poblado de San Lorenzo, que se eleva a la categoría de ciudad, por la presente Ley. También se traslada la capital del distrito de Barranca, del pueblo de Barranca a la ciudad de San Lorenzo.

## Transporte
Cuenta con el aeródromo Alfonso Varcárcel y el embarcadero Rami. Está conectada con el distrito de Pastaza a través de la carretera San Lorenzo-Recreo. Con más de 13 km de trayecto, el tiempo de recorrido en motocar es de 40 a 45 minutos aproximadamente, en auto aproximadamente de 25 a 30 minutos al igual que en motocicleta.

## Educación
- I.E.P.T.I. Jesús Nazareno
- I.E.P.I. Arsenio Santillán Peña, también conocido como Centro Base.
- I.E.P.C.H Colegio de Ciencias y Humanidades conocido como Colegio Nacional.

## Clima
| Parámetros climáticos promedio de San Lorenzo | Parámetros climáticos promedio de San Lorenzo | Parámetros climáticos promedio de San Lorenzo | Parámetros climáticos promedio de San Lorenzo | Parámetros climáticos promedio de San Lorenzo | Parámetros climáticos promedio de San Lorenzo | Parámetros climáticos promedio de San Lorenzo | Parámetros climáticos promedio de San Lorenzo | Parámetros climáticos promedio de San Lorenzo | Parámetros climáticos promedio de San Lorenzo | Parámetros climáticos promedio de San Lorenzo | Parámetros climáticos promedio de San Lorenzo | Parámetros climáticos promedio de San Lorenzo | Parámetros climáticos promedio de San Lorenzo |
| Mes                                           | Ene.                                          | Feb.                                          | Mar.                                          | Abr.                                          | May.                                          | Jun.                                          | Jul.                                          | Ago.                                          | Sep.                                          | Oct.                                          | Nov.                                          | Dic.                                          | Anual                                         |
| --------------------------------------------- | --------------------------------------------- | --------------------------------------------- | --------------------------------------------- | --------------------------------------------- | --------------------------------------------- | --------------------------------------------- | --------------------------------------------- | --------------------------------------------- | --------------------------------------------- | --------------------------------------------- | --------------------------------------------- | --------------------------------------------- | --------------------------------------------- |
| Temp. máx. media (°C)                         | 31.4                                          | 31.3                                          | 31.1                                          | 31.4                                          | 30.8                                          | 30.4                                          | 30.4                                          | 31.4                                          | 31.6                                          | 31.5                                          | 31.6                                          | 32.2                                          | 31.3                                          |
| Temp. media (°C)                              | 26.7                                          | 26.7                                          | 26.7                                          | 26.7                                          | 26.5                                          | 26.1                                          | 25.9                                          | 26.2                                          | 26.5                                          | 26.7                                          | 26.9                                          | 27.2                                          | 26.6                                          |
| Temp. mín. media (°C)                         | 22.1                                          | 22.2                                          | 22.3                                          | 22                                            | 22.2                                          | 21.9                                          | 21.5                                          | 21.1                                          | 21.5                                          | 22                                            | 22.3                                          | 22.2                                          | 21.9                                          |
| Fuente: climate-data.org                      |                                               |                                               |                                               |                                               |                                               |                                               |                                               |                                               |                                               |                                               |                                               |                                               |                                               |